# 大足無量寺
大足無量寺，位於重慶市大足區鐵山鎮麒麟村，是一處摩崖石刻，雕刻於明代。2020年12月7日公布为第一批大足区文物保护单位。

## 簡介
無量寺造像建於明，造像不多，尚存碑刻6通。無量寺山門口建1亭，亭北面簷下1匾額，刻“無量佛”3字。匾下神龕塑1彌勒坐像。龕內1題記，乃“重慶大足縣妙高口無量寺，開山修造大戒比丘如勝號住持徒釋明才賢森、賢福”等，記述造像情況，時間為“正德十二年六月一日”。亭南面簷下匾額刻“解結菩薩”4字，匾下神龕刻六臂觀音。龕內左右壁各有題記。無量寺正殿造像不存。正殿外右旁刻1關聖帝君像，有題記“金錢六兩五分，無量寺住持僧照慧裝修關聖帝一尊”。正殿後大雄殿內置1龕台，上刻三身佛圓雕像。題記2則風化不識。龕台前1圓雕像，其座台1題記：“無量寺住持僧翠峰，徒普勝、普峻，裝如勝祖師一尊，乾隆十一年”。
寺後有舍利塔三座，甚壯觀。山門處六臂觀音雖風化，但體型巨大。